# Campeonato dos Quatro Continentes de Patinação Artística no Gelo de 2009
O Campeonato dos Quatro Continentes de Patinação Artística no Gelo de 2009 foi a décima primeira edição do Campeonato dos Quatro Continentes de Patinação Artística no Gelo, um evento anual de patinação artística no gelo organizado pela União Internacional de Patinação (em inglês:  International Skating Union) onde os patinadores artísticos competem pelo título de campeão dos quatro continentes. A competição foi disputada entre os dias 4 de fevereiro e 8 de fevereiro, na cidade de Vancouver, Colúmbia Britânica, Canadá.

## Eventos
- Individual masculino
- Individual feminino
- Duplas
- Dança no gelo

## Medalhistas
| Evento                        | Ouro                                         | Prata                                 | Bronze                                        |
| Individual masculino detalhes | Patrick Chan · Canadá                        | Evan Lysacek · Estados Unidos         | Takahiko Kozuka · Japão                       |
| Individual feminino detalhes  | Kim Yu-Na · Coreia do Sul                    | Joannie Rochette · Canadá             | Mao Asada · Japão                             |
| Duplas detalhes               | Pang Qing · Tong Jian · China                | Jessica Dubé · Bryce Davison · Canadá | Zhang Dan · Zhang Hao · China                 |
| Dança no gelo detalhes        | Meryl Davis · Charlie White · Estados Unidos | Tessa Virtue · Scott Moir · Canadá    | Emily Samuelson · Evan Bates · Estados Unidos |

## Resultados

### Individual masculino

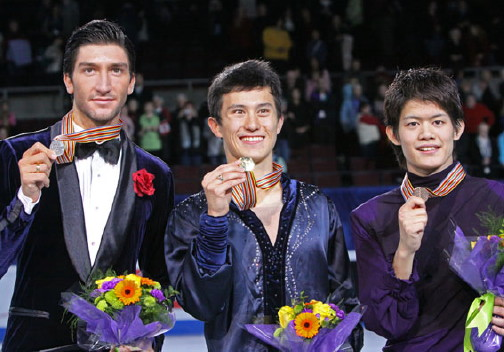
Pódio masculino.

| Pos.                                                  | Nome                 | Nacionalidade  | Pontos | PC         | PL          |
| ----------------------------------------------------- | -------------------- | -------------- | ------ | ---------- | ----------- |
| Medalha de ouro                                       | Patrick Chan         | Canadá         | 249.19 | 88.90 (1)  | 160.29 (1)  |
| Medalha de prata                                      | Evan Lysacek         | Estados Unidos | 237.15 | 81.65 (2)  | 155.50 (2)  |
| Medalha de bronze                                     | Takahiko Kozuka      | Japão          | 221.76 | 76.61 (3)  | 145.15 (4)  |
| 4                                                     | Nobunari Oda         | Japão          | 220.26 | 75.04 (6)  | 145.22 (3)  |
| 5                                                     | Jeremy Abbott        | Estados Unidos | 216.94 | 75.67 (4)  | 141.27 (6)  |
| 6                                                     | Vaughn Chipeur       | Canadá         | 212.81 | 68.00 (7)  | 144.81 (5)  |
| 7                                                     | Jeremy Ten           | Canadá         | 207.27 | 66.60 (9)  | 140.67 (7)  |
| 8                                                     | Brandon Mroz         | Estados Unidos | 196.78 | 75.05 (5)  | 121.73 (9)  |
| 9                                                     | Denis Ten            | Cazaquistão    | 184.82 | 61.32 (10) | 123.50 (8)  |
| 10                                                    | Wu Jialiang          | China          | 182.92 | 67.75 (8)  | 115.17 (11) |
| 11                                                    | Li Chengjiang        | China          | 178.94 | 59.22 (12) | 119.72 (10) |
| 12                                                    | Yasuharu Nanri       | Japão          | 157.91 | 59.44 (11) | 98.47 (13)  |
| 13                                                    | Gao Song             | China          | 155.45 | 58.74 (13) | 96.71 (14)  |
| 14                                                    | Abzal Rakimgaliev    | Cazaquistão    | 152.67 | 53.65 (14) | 99.02 (12)  |
| 15                                                    | Mark Webster         | Austrália      | 123.08 | 43.93 (17) | 79.15 (15)  |
| 16                                                    | Kevin Alves          | Brasil         | 121.97 | 43.97 (16) | 78.00 (16)  |
| 17                                                    | Luis Hernández       | México         | 118.70 | 44.66 (15) | 74.04 (18)  |
| 18                                                    | Robert McNamara      | Austrália      | 116.47 | 41.59 (18) | 74.88 (17)  |
| 19                                                    | Kim Min-Seok         | Coreia do Sul  | 108.75 | 41.04 (19) | 67.71 (21)  |
| 20                                                    | Justin Pietersen     | África do Sul  | 106.26 | 34.48 (22) | 71.78 (19)  |
| 21                                                    | Nicholas Fernandez   | Austrália      | 105.54 | 37.64 (21) | 67.90 (20)  |
| 22                                                    | Charles Shou-San Pao | Taipé Chinesa  | 96.37  | 34.45 (23) | 61.92 (23)  |
| 23                                                    | Humberto Contreras   | México         | 96.10  | 39.87 (20) | 56.23 (24)  |
| 24                                                    | Wun-Chang Shih       | Taipé Chinesa  | 96.04  | 31.52 (24) | 64.52 (22)  |
| Não avançaram para a patinação livre / programa longo |                      |                |        |            |             |
| 25                                                    | Mathieu Wilson       | Nova Zelândia  | —      | 31.15 (25) |             |
| 26                                                    | Sebra Yen            | Taipé Chinesa  | —      | 31.05 (26) |             |

### Individual feminino

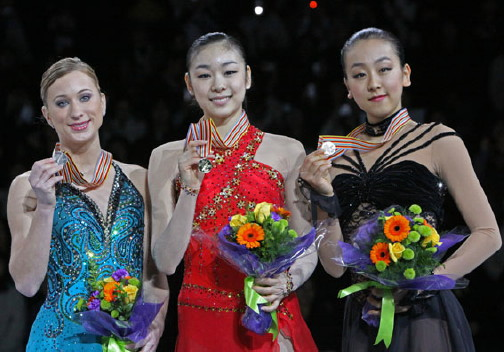
Pódio feminino.

| Pos.                                                  | Nome                    | Nacionalidade  | Pontos | PC         | PL         |
| ----------------------------------------------------- | ----------------------- | -------------- | ------ | ---------- | ---------- |
| Medalha de ouro                                       | Kim Yuna                | Coreia do Sul  | 189.07 | 72.24 (1)  | 116.83 (3) |
| Medalha de prata                                      | Joannie Rochette        | Canadá         | 183.91 | 66.90 (2)  | 117.01 (2) |
| Medalha de bronze                                     | Mao Asada               | Japão          | 176.52 | 57.86 (6)  | 118.66 (1) |
| 4                                                     | Caroline Zhang          | Estados Unidos | 171.22 | 58.16 (5)  | 113.06 (4) |
| 5                                                     | Cynthia Phaneuf         | Canadá         | 169.41 | 60.98 (3)  | 108.43 (5) |
| 6                                                     | Fumie Suguri            | Japão          | 167.74 | 60.18 (4)  | 107.56 (6) |
| 7                                                     | Rachael Flatt           | Estados Unidos | 162.83 | 55.44 (8)  | 107.39 (7) |
| 8                                                     | Akiko Suzuki            | Japão          | 160.36 | 55.40 (9)  | 104.96 (8) |
| 9                                                     | Alissa Czisny           | Estados Unidos | 159.81 | 55.62 (7)  | 104.19 (9) |
| 10                                                    | Amélie Lacoste          | Canadá         | 146.18 | 49.78 (10) | 96.40 (10) |
| 11                                                    | Liu Yan                 | China          | 139.50 | 47.60 (12) | 91.90 (11) |
| 12                                                    | Anastasia Gimazetdinova | Uzbequistão    | 125.39 | 46.22 (13) | 79.17 (14) |
| 13                                                    | Cheltzie Lee            | Austrália      | 123.88 | 43.96 (15) | 79.92 (13) |
| 14                                                    | Kim Hyeon-Jung          | Coreia do Sul  | 121.64 | 41.64 (17) | 80.00 (12) |
| 15                                                    | Xu Binshu               | China          | 121.00 | 48.38 (11) | 72.62 (16) |
| 16                                                    | Kim Na-Young            | Coreia do Sul  | 120.28 | 43.94 (16) | 76.34 (15) |
| 17                                                    | Ana Cecilia Cantu       | México         | 108.75 | 44.82 (14) | 63.93 (18) |
| 18                                                    | Tina Wang               | Austrália      | 108.02 | 37.64 (18) | 70.38 (17) |
| 19                                                    | Chaochih Liu            | Taipé Chinesa  | 97.51  | 37.20 (19) | 60.31 (19) |
| 20                                                    | Tamami Ono              | Hong Kong      | 91.89  | 33.80 (24) | 58.09 (20) |
| 21                                                    | Michele Cantu           | México         | 90.08  | 37.16 (20) | 52.92 (22) |
| 22                                                    | Loretta Hamui           | México         | 87.64  | 33.84 (23) | 53.80 (21) |
| 23                                                    | Wang Yueren             | China          | 85.04  | 34.38 (21) | 50.66 (23) |
| 24                                                    | Gracielle Jeanne Tan    | Filipinas      | 80.37  | 34.02 (22) | 46.35 (24) |
| Não avançaram para a patinação livre / programa longo |                         |                |        |            |            |
| 25                                                    | Crystal Kiang           | Taipé Chinesa  | —      | 32.52 (25) |            |
| 26                                                    | Melinda Wang            | Taipé Chinesa  | —      | 31.64 (26) |            |
| 27                                                    | Charissa Tansomboon     | Tailândia      | —      | 31.58 (27) |            |
| 28                                                    | Lejeanne Marais         | África do Sul  | —      | 31.32 (28) |            |
| 29                                                    | Mary Grace Baldo        | Filipinas      | —      | 29.18 (29) |            |
| 30                                                    | Jessica Kurzawski       | Austrália      | —      | 28.94 (30) |            |
| 31                                                    | Elizabeth Stern         | Filipinas      | —      | 27.58 (31) |            |
| 32                                                    | Abigail Pietersen       | África do Sul  | —      | 27.32 (32) |            |
| 33                                                    | Alessia Baldo           | Brasil         | —      | 26.36 (33) |            |
| 34                                                    | Stacy Perfetti          | Brasil         | —      | 24.44 (34) |            |
| 35                                                    | Kristine Y Lee          | Hong Kong      | —      | 23.76 (35) |            |
| WD                                                    | Megan Allely            | África do Sul  | —      | — (WD)     |            |

### Duplas

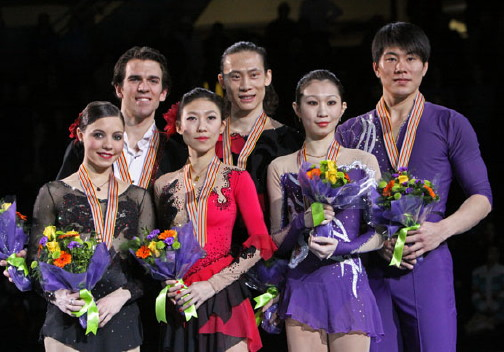
Pódio da competição de duplas.

| Pos.              | Nome                                        | Nacionalidade  | Pontos | PC         | PL         |
| ----------------- | ------------------------------------------- | -------------- | ------ | ---------- | ---------- |
| Medalha de ouro   | Pang Qing / Tong Jian                       | China          | 194.94 | 65.60 (1)  | 129.34 (1) |
| Medalha de prata  | Jessica Dubé / Bryce Davison                | Canadá         | 185.62 | 64.36 (2)  | 121.26 (2) |
| Medalha de bronze | Zhang Dan / Zhang Hao                       | China          | 174.98 | 63.20 (3)  | 111.78 (3) |
| 4                 | Meagan Duhamel / Craig Buntin               | Canadá         | 168.43 | 62.08 (4)  | 106.35 (6) |
| 5                 | Keauna McLaughlin / Rockne Brubaker         | Estados Unidos | 164.01 | 54.16 (7)  | 109.85 (4) |
| 6                 | Caydee Denney / Jeremy Barrett              | Estados Unidos | 161.69 | 53.60 (8)  | 108.09 (5) |
| 7                 | Rena Inoue / John Baldwin                   | Estados Unidos | 157.38 | 56.78 (5)  | 100.60 (7) |
| 8                 | Mylène Brodeur / John Mattatall             | Canadá         | 149.85 | 55.16 (6)  | 94.69 (8)  |
| 9                 | Dong Huibo / Wu Yiming                      | China          | 143.33 | 52.40 (9)  | 90.93 (9)  |
| 10                | Amanda Sunyoto-Yang / Darryll Sulindro-Yang | Taipé Chinesa  | 126.73 | 43.38 (10) | 83.35 (10) |
| 11                | Marina Aganina / Dmitri Zobnin              | Uzbequistão    | 102.52 | 36.88 (11) | 65.64 (11) |

### Dança no gelo

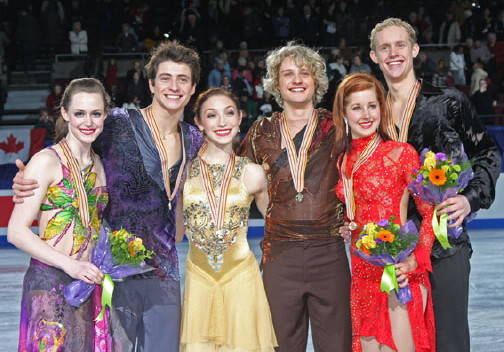
Pódio da competição de dança no gelo.

| Pos.              | Nome                                | Nacionalidade  | Pontos | DC         | DO         | DL         |
| ----------------- | ----------------------------------- | -------------- | ------ | ---------- | ---------- | ---------- |
| Medalha de ouro   | Meryl Davis / Charlie White         | Estados Unidos | 192.39 | 35.23 (2)  | 60.42 (2)  | 96.74 (1)  |
| Medalha de prata  | Tessa Virtue / Scott Moir           | Canadá         | 191.81 | 36.40 (1)  | 60.90 (1)  | 94.51 (2)  |
| Medalha de bronze | Emily Samuelson / Evan Bates        | Estados Unidos | 180.79 | 31.41 (4)  | 59.48 (3)  | 89.90 (3)  |
| 4                 | Vanessa Crone / Paul Poirier        | Canadá         | 176.82 | 32.43 (3)  | 56.36 (4)  | 88.03 (4)  |
| 5                 | Kaitlyn Weaver / Andrew Poje        | Canadá         | 168.76 | 30.62 (5)  | 53.33 (5)  | 84.81 (5)  |
| 6                 | Kimberly Navarro / Brent Bommentre  | Estados Unidos | 151.82 | 30.59 (6)  | 47.59 (6)  | 73.64 (6)  |
| 7                 | Huang Xintong / Zheng Xun           | China          | 142.30 | 27.56 (7)  | 46.95 (7)  | 67.79 (8)  |
| 8                 | Yu Xiaoyang / Wang Chen             | China          | 137.90 | 24.65 (8)  | 42.12 (8)  | 71.13 (7)  |
| 9                 | Wang Jiayue / Gao Chongbo           | China          | 132.53 | 23.31 (9)  | 41.74 (9)  | 67.48 (9)  |
| 10                | Danielle O'Brien / Gregory Merriman | Austrália      | 112.93 | 19.70 (10) | 36.13 (10) | 57.10 (10) |
| 11                | Maria Borounov / Evgeni Borounov    | Austrália      | 101.35 | 17.51 (11) | 31.15 (11) | 52.69 (11) |
| WD                | Cathy Reed / Chris Reed             | Japão          | —      | — (WD)     |            |            |

## Quadro de medalhas
| Ordem | País           | Medalha de ouro | Medalha de prata | Medalha de bronze |    | Ordem por total |
| ----- | -------------- | --------------- | ---------------- | ----------------- | -- | --------------- |
| 1     | Canadá         | 1               | 3                |                   | 4  | 1               |
| 2     | Estados Unidos | 1               | 1                | 1                 | 3  | 2               |
| 3     | China          | 1               |                  | 1                 | 2  | 3               |
| 4     | Coreia do Sul  | 1               |                  |                   | 1  | 5               |
| 5     | Japão          |                 |                  | 2                 | 2  | 3               |
| TOTAL | TOTAL          | 4               | 4                | 4                 | 12 | —               |